# リチャード・タルボット (初代ティアコネル伯爵)

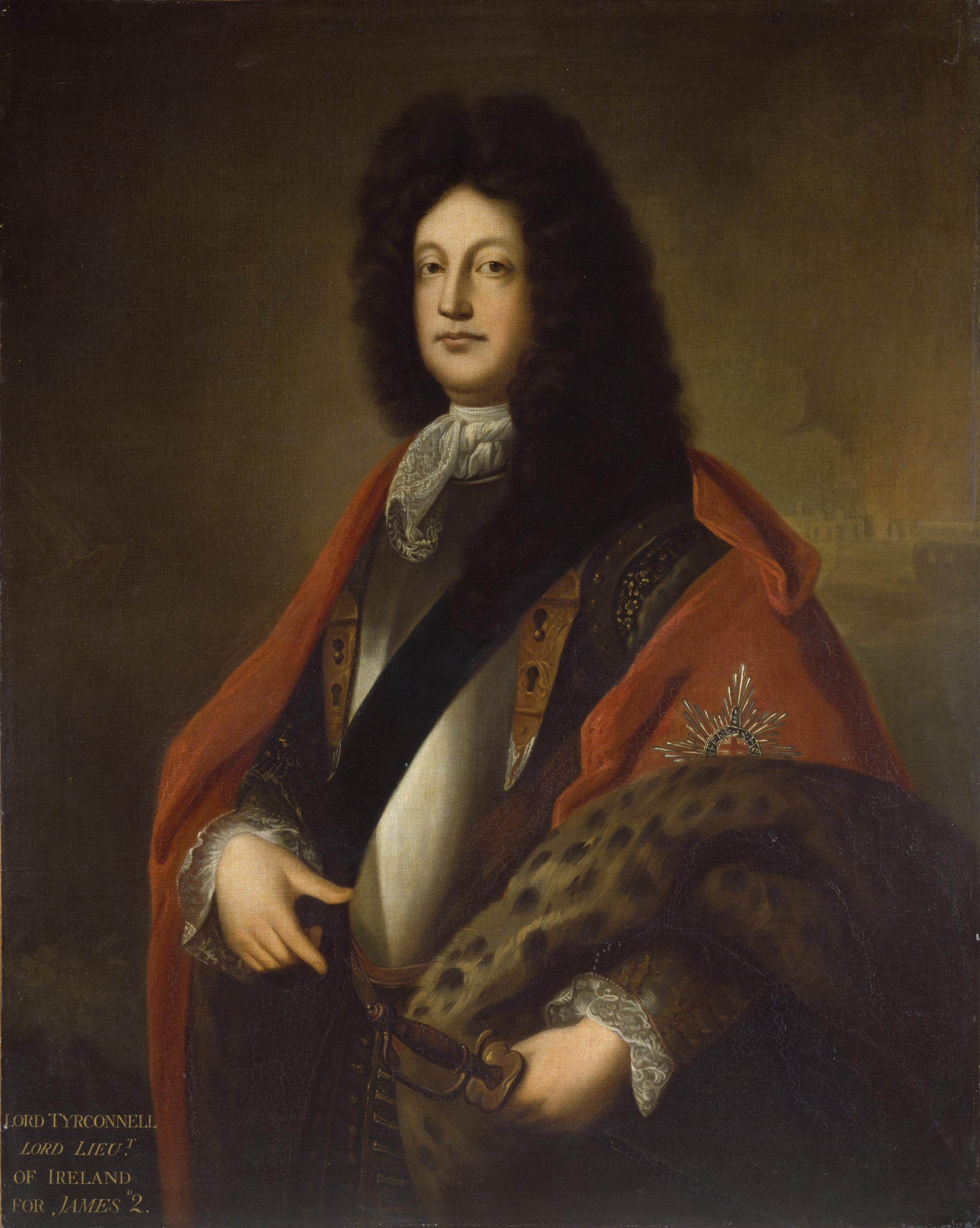
ティアコネル伯リチャード・タルボット、フランソワ・ド・トロワ画

ティアコネル伯リチャード・タルボット（英: Richard Talbot, Earl of Tyrconnell, PC, 1630年 - 1691年8月14日）は、アイルランドの貴族・軍人。イングランド王ジェームズ2世の治世中はアイルランドを事実上統治し、後にジャコバイトの有力者として活動した。

## 生涯
1630年、準男爵サー・ウィリアム・タルボットとジョン・ネターヴィルの娘アリソンとの間に16人兄弟の末子として生まれた。家系は古いノルマン人貴族で12世紀にアイルランド南部のレンスターに移った土着貴族である。長兄ロバートが父の爵位を相続、次兄ピーターが聖職者としての道を進む中（1669年にダブリン大司教となる）、アイルランド・カトリック同盟のレンスター騎兵隊に入り1641年に勃発したアイルランド同盟戦争でイングランド軍と戦った。1647年のダンガンズ・ヒルの戦いで敗北して議会派に捕らえられるが身代金を払い解放され、1649年に清教徒革命を制したオリバー・クロムウェルがアイルランド遠征を行うと抵抗したが、ドロヘダ攻城戦で遠征軍の虐殺から生き延びてアイルランドから脱出、フランスに逃れて大陸で亡命中の王党派と合流した。
亡命中にチャールズ2世・ヨーク公ジェームズ（後のジェームズ2世）兄弟に軍人として仕える一方でクロムウェル暗殺を謀って失敗、1655年にロンドン塔へ投獄されるも脱出して再度大陸へ亡命した。また、ジェームズとアン・ハイドの婚約を解消させようとする陰謀に加担したが、王政復古でチャールズ2世が即位、ジェームズとアンが結婚した後もジェームズに仕え続け、英蘭戦争で海軍卿としてイングランド海軍を指揮するジェームズの艦隊に加わりオランダ海軍と戦った。
アイルランドに戻ると清教徒革命で没収されたカトリック教徒の財産を取り戻す仲介人を買って出て活動、自分の財産も増やして裕福になったが、1678年にカトリック陰謀事件の煽りで逮捕されイングランドから亡命した。また、1669年にキャサリン・ベイントンと結婚して2人の娘キャサリンとシャーロットを儲けたが、1679年にキャサリンに先立たれると1681年にリチャード・ジェニングスの長女でサラ・ジェニングスの姉フランセス・ジェニングスと再婚した。フランセスとの間に子供は無かった。
1685年、ジェームズ2世が即位するとアイルランド貴族に取り立てられタルボッツタウン男爵、バルティングラス子爵、ティアコネル伯爵を叙爵され、アイルランド軍最高司令官に任命されアイルランドへ赴任した。アイルランド総督にはジェームズ2世の義弟のクラレンドン伯ヘンリー・ハイドが任じられていたが、ティアコネルはジェームズ2世の信任を背景にして実権を握り、アイルランド軍のうちプロテスタントを解任してカトリックに入れ替え、カトリックの土地返還も目論みアイルランドのカトリック勢力を伸ばしていった。1687年にクラレンドンが憤慨と弟のロチェスター伯ローレンス・ハイドがジェームズ2世に第一大蔵卿を罷免された孤立感から総督を辞任するとジェームズ2世から副総督に任命、事実上アイルランドを取り仕切る立場となった。
1688年、ジェームズ2世が名誉革命でフランスへ亡命、翌1689年にウィリアム3世・メアリー2世夫妻が即位した後もアイルランドで勢力拡大を続け、アイルランドの殆どをジャコバイト支持者で固めてフランスから上陸したジェームズ2世を出迎えた。ジェームズ2世からはティアコネル侯爵、ティアコネル公爵に叙爵されたが、ジャコバイトでのみ通用する爵位でイングランドで実効性は殆ど無かった（ジャコバイト貴族）。
ウィリアマイト戦争ではジャコバイトを率いてイングランド軍と戦い、1690年にウィリアム3世とフレデリック・ションバーグ将軍が南下するとジェームズ2世と共に迎え撃ちボイン川の戦いで交戦した。この戦いでションバーグを討ち取ったがイングランド軍の数に押されて敗走、戦後は援助を求めてフランスへ向かい、1691年にアイルランドへ戻ったが8月14日に61歳で死去。パトリック・サースフィールドがジャコバイトの指揮権を継いだが、ウィリアム3世の部下でアイルランド平定を進めるゴダード・ドゥ・ギンケル将軍にリムリックを包囲され10月3日に降伏、アイルランドはイングランドに平定された。未亡人フランセスと娘のシャーロットはフランスへ向かいシャーロットは親戚のウィリアム・タルボットと結婚してフランスに留まった。ウィリアムはジャコバイトから第3代ティアコネル伯と呼ばれたがイングランドでは認められずティアコネル伯位は消滅、1761年にジョージ・カーペンターに与えられた。